# Nele Alder-Baerens
Nele Alder-Baerens, geborene Nele Alder (* 1. April 1978 in Berlin), ist eine deutsche Mittel-, Langstrecken- und Ultraläuferin.

## Werdegang
Nele Alder-Baerens ist durch eine frühzeitige Geburt stark kurzsichtig mit zwölf Dioptrien und seit ihrem 13. Lebensjahr vollständig taub. Seit ihrem 17. Lebensjahr benutzt sie ein Cochlea-Implantat, schaltet dies allerdings beim Laufen aus, da dort die Geräuschkulisse zu hoch wäre.
Nele Alder-Baerens gehörte von 1998 bis 2006 der deutschen Gehörlosen-Nationalmannschaft an, für die sie unter anderem 2001 in Rom bei den XIX. Sommer-Deaflympics im 800-Meter-Lauf Silber, sowie 2005 in Melbourne bei den XX. Sommer-Deaflympics Gold im 5000-Meter-Lauf und Bronze im 10.000-Meter-Lauf gewann.
Weitere Platzierungen bei den Deaflympics waren drei vierte Plätze: In Kopenhagen 1997 mit der 4 × 400-m-Staffel und in Rom 2001 über 1500 m und nochmals mit der 4 × 400-m-Staffel. In dieser Zeit stellte sie auch Europa- und Weltrekorde über 2000 und 5000 m auf.
Seit Beginn ihrer zweiten Karriere als Marathon- und Ultramarathonläuferin vertritt sie die deutsche Gehörlosen-Nationalmannschaft wieder bei internationalen Meisterschaften.
Bei ihrem Marathondebüt beim Berlin-Marathon 2013 stellte Nele Alder-Baerens mit einer Zeit von 2:46:07 h einen neuen Gehörlosen-Weltrekord im Marathonlauf auf, mit "nur" einem Trainingsumfang von 80–90 km pro Woche. Seit 2014 startet sie für den Ultra Sport Club Marburg, für den sie dreimal hintereinander von 2014 bis 2016 die Deutschen Meisterschaften im 50-km-Straßenlauf gewinnen konnte, sowie 2016 die Deutschen Meisterschaften im 6-Stunden-Lauf mit neuem deutschen Rekord und Weltrekord in der Altersklasse W35.
Zusammen mit dem Titelgewinn bei der Deutschen Meisterschaften im 100-Kilometer-Straßenlauf 2016 erzielte Nele Alder-Baerens 2016 drei Weltjahresbestleistungen:
- 50 km in 3:20:33 h,
- 100 km in 7:29:04 h und
- 6 h für 82,998 km.[8]

Im November 2016 gewann sie die Silbermedaille bei den World Championships 50 km in Doha, Katar.
Ein Jahr zuvor im Dezember hatte sie bei derselben Veranstaltung und Strecke den achten Platz erreichen können.
Im März 2017 lief Nele Alder-Baerens in Münster beim 6-Stunden-Lauf Münster (DUV-DM 2017) 85,492 km und stellte damit den bisherigen Weltrekord über 6 h von Norimi Sakurai (JPN) von 83,200 km aus dem Jahre 2003 ein.
Gleichzeitig konnte sie ihren DM-Titel aus dem letzten Jahr verteidigen und überrundete bis auf den männlichen Sieger Christoph Marquardt, auf welchen sie jedoch über drei Kilometer Vorsprung hatte (82,067 km), alle Teilnehmer.
Ebenfalls 2017 gelang Nele Alder-Baerens trotz muskulärer Probleme im Vorfeld im Berliner Plänterwald auf der 50-km-Deutschen-Rekord-Strecke (Paul Schmidt 2016) die Titelverteidigung bei den deutschen Meisterschaften im 100-Kilometer-Straßenlauf.
Ihre Zeit von 7:35:37 h bedeutete den zweiten Platz der Weltjahresbestenliste mit nur einer Minute Rückstand.
Weitere Platzierung in der Weltjahresbestenliste 2017 war ein vierter Rang über 50 km in 3:24:13 h (Zwischenzeit erzielt beim 6-Stundenlauf-Lauf Münster).
Nach dem Gewinn der Deutschen Meisterschaft im 50-km-Straßenlauf 2018 in Ebershausen (3:25:39 h) versuchte Nele Alder-Baerens bei der Deutschen Meisterschaft im 6-Stundenlauf-Lauf 2018 in Hoyerswerda ihren ein Jahr zuvor aufgestellten Weltrekord zu verbessern, konnte dieses Ziel jedoch wegen der hohen Temperaturen während des Rennens nicht erreichen. Mit 78,927 gelaufenen Kilometern verpasste sie letztlich den Altersklassenweltrekord W40 um nur 74 Meter, lief jedoch einen neuen deutschen AK-Rekord. Nichtsdestotrotz dominierte sie auch diesmal die Deutsche Meisterschaft und beendete den Lauf mit über zwei Kilometern Vorsprung vor den ersten Männern.
Ihre zweite internationale Silbermedaille gewann sie bei den 100-km-Straßenlauf-Weltmeisterschaften 2018 in Sveti Martin na Muri, Kroatien. Mit der Zeit von 7:22:41 h stellte sie trotz ungünstiger schwüler und warmer Wetterbedingungen sowie einer selektiven Strecke einen neuen Weltrekord in der Klasse der Gehörlosen auf. Einen Monat später gab Nele Alder-Baerens beim Taubertal 100 ihr Debüt über die 100-Meilen-Distanz (160,9 km). Auf der nicht bestenlistenfähigen Strecke von Rothenburg ob der Tauber nach Gemünden am Main lief sie mit 13:35:31 h die vermutlich zweitschnellste Laufzeit der Welt über diese Distanz hinter Camille Herron (USA), die 2017 12:42 h benötigte. Nele Alder-Baerens blieb um 1:27 h unter dem seit 2003 bestehenden deutschen Rekord von Sigried Lomsky (15:02:30 h), verbesserte diesen wegen der nicht bestenlistenfähigen Strecke jedoch nicht. Weiter hatte sie während dieses Rennens nach 12 Stunden mehr Kilometer gelaufen als Anke Drescher bei ihrem deutschen Rekord 2000 mit 137,964 km.

| Splitzeiten 1. DM 50 km Straße – Grünheide, 30. März 2019 | Splitzeiten 1. DM 50 km Straße – Grünheide, 30. März 2019 | Splitzeiten 1. DM 50 km Straße – Grünheide, 30. März 2019 | Splitzeiten 1. DM 50 km Straße – Grünheide, 30. März 2019 | Splitzeiten 1. DM 50 km Straße – Grünheide, 30. März 2019 |
|                                                           | Almut Dreßler                                             | Almut Dreßler                                             | Nele Alder-Baerens                                        | Nele Alder-Baerens                                        |
| Distanz                                                   | Split                                                     | Gesamtzeit                                                | Split                                                     | Gesamtzeit                                                |
| --------------------------------------------------------- | --------------------------------------------------------- | --------------------------------------------------------- | --------------------------------------------------------- | --------------------------------------------------------- |
| Runde 1: km 5                                             | 21:25 min                                                 | 21:25 min                                                 | 21:25 min                                                 | 21:25 min                                                 |
| Runde 2: km 10                                            | 20:59 min                                                 | 42:24 min                                                 | 20:54 min                                                 | 42:19 min                                                 |
| Runde 3: km 15                                            | 21:11 min                                                 | 1:03:34 h                                                 | 20:46 min                                                 | 1:03:04 h                                                 |
| Runde 4: km 20                                            | 21:06 min                                                 | 1:24:40 h                                                 | 21:15 min                                                 | 1:24:19 h                                                 |
| Runde 5: km 25                                            | 21:01 min                                                 | 1:45:41 h                                                 | 20:57 min                                                 | 1:45:15 h                                                 |
| Runde 6: km 30                                            | 21:12 min                                                 | 2:06:52 h                                                 | 21:16 min                                                 | 2:06:30 h                                                 |
| Runde 7: km 35                                            | 21:08 min                                                 | 2:28:00 h                                                 | 21:13 min                                                 | 2:27:43 h                                                 |
| Runde 8: km 40                                            | 20:57 min                                                 | 2:48:56 h                                                 | 21:08 min                                                 | 2:48:51 h                                                 |
| Runde 9: km 45                                            | 20:31 min                                                 | 3:09:27 h                                                 | 20:32 min                                                 | 3:09:22 h                                                 |
| Runde 10: km 50                                           | 20:17 min                                                 | 3:29:43 h                                                 | 20:46 min                                                 | 3:30:08 h                                                 |

Zum 1. Januar 2019 wurden die Deutschen Meisterschaften in den Disziplinen 50-km-Straßenlauf, 24-Stunden-Lauf und Ultratrail offiziell als Deutsche Meisterschaften anerkannt und somit nicht mehr von der Deutschen Ultramarathon-Vereinigung (DUV), sondern vom Deutschen Leichtathletik-Verband (DLV) durchgeführt. So fand Ende März 2019 am Störitzsee in Grünheide nach zuvor 23 Austragungen seitens der DUV die 1. Deutsche Meisterschaft im 50-km-Straßenlauf statt. Nele Alder-Baerens lag zunächst neun der zehn 5-km-Runden in Führung, wurde in der letzten Runde jedoch von Almut Dreßler noch überholt und verpasste erstmals die Goldmedaille bei einer Deutschen Meisterschaft.
Im Frühsommer 2019 nahm Nele Alder-Baerens an zwei 24-Stunden-Läufen teil. Im Mai in Basel (CHE) beim Sri Chinmoy 12+24-Stunden-Lauf lief sie mit 148,141 km einen neuen deutschen Rekord im 12-Stunden-Lauf (offizielle Splitzeit; auch deutscher Rekord und Weltrekord in der Altersklasse W40). Zum Weltrekord von Camille Herron (USA), 149,130 km aufgestellt bei einem 24-h-Bahnlauf (400-m-Bahn) im Dezember 2017 in Phoenix (Arizona), fehlten letztendlich nur 989 Meter. Anschließend lief sie noch weiter bis zur 100-Meilen-Marke, wo sie als zu diesem Zeitpunkt Führende ausstieg, ebenfalls mit neuem deutschen Rekord in 13:13:15 h (die 100 Meilen wurde zuvor extra vermessen und die Rekordversuche bei der International Association of Ultrarunners angemeldet; auch Weltrekord Altersklasse W40). Im Juni 2019 in Hoyerswerda beim Europalauf lief sie die 24-Stunden durch und erzielte trotz sommerlicher Temperaturen mit 251,227 km einen neuen deutschen Rekord im 24-Stunden-Lauf, den sie bereits im Oktober 2019 beim Gewinn der Silbermedaille der 24-Stunden-Lauf-Weltmeisterschaft in Albi (FRA) auf 254,288 km verbesserte.

### Persönliches
Nele Alder-Baerens legte ihr Abitur an der Margarethe-von-Witzleben-Schule in Berlin-Friedrichshain ab und studierte Biophysik an der Humboldt-Universität zu Berlin. Die promovierte Biophysikerin arbeitet am Labor Berlin.
Dort untersucht sie Proben von Patienten mit vermutetem Adrenogenitalem Syndrom.

## Auszeichnungen
- 2000 erhielt sie als erste Preisträgerin die Auszeichnung Juniorsportler des Jahres in der Kategorie „Gehörlosensportlerin“.
- 2001 Silbernes Lorbeerblatt
- 2005 Silbernes Lorbeerblatt
- 2017 Silbernes Lorbeerblatt[26]
- 2018 DLV Ass des Monats September 2018[27]
- 2018 Deaf Sports Personality of the Year[28]

## Persönliche Bestzeiten
- 5000 m: 17:38,83 min, 25. Juni 2005, Berlin
- 10.000 m: 36:36,21 min, 14. Mai 2006, Berlin
- 10-km-Straßenlauf: 36:52 min, 5. August 2006, Berlin
- Halbmarathon: 1:23:01 h, 26. September 2013, Berlin
- Marathon: 2:46:07 h, 26. September 2013, Berlin (Gehörlosen-Weltrekord)
- 50-km-Straßenlauf: 3:20:33 h, 5. März 2016, Berlin (Weltjahresbestleistung 2016)
- 100-km-Straßenlauf: 7:22:41 h, 8. September 2018, Sveti Martin na Muri (HRV) (Gehörlosen-Weltrekord)
- 6-Stunden-Lauf: 85,492 km, 11. März 2017, Münster (Weltrekord)
- 12-Stunden-Lauf: 148,141 km, 18. Mai 2019, Basel (CHE) (Deutscher Rekord)
- 24-Stunden-Lauf: 254,228 km, 26.–27. Oktober 2019, Albi (FRA) (Deutscher Rekord)
- 100-Meilen-Straßenlauf: 13:13:15 h, 18. Mai 2019, Basel (CHE) (Deutscher Rekord)

## Persönliche Erfolge
| Datum/Jahr         | Rang | Wettbewerb                                    | Austragungsort       | Distanz           | Zeit       | Bemerkung                                                          |
| ------------------ | ---- | --------------------------------------------- | -------------------- | ----------------- | ---------- | ------------------------------------------------------------------ |
| 20. März 2022      | 1    | Königsforst-Marathon                          | Bergisch Gladbach    | Marathon          | 02:58:36   | 48. Königsforst-Marathon                                           |
| 10. Okt. 2021      | 3    | Essen-Marathon                                | Essen                | Marathon          | 02:58:21   | 59. Westenergie Marathon "Rund um den Baldeneysee"                 |
| 26. Sep. 2021      | 3    | Warschau-Marathon                             | Warschau             | Marathon          | 02:53:39   | Marathon-Weltmeisterin der Gehörlosen; Meisterschaftsrekord        |
| 18. Okt. 2020      | 1    | Königsforst-Marathon                          | Bergisch Gladbach    | Marathon          | 03:08:10   | 46. Königsforst-Marathon                                           |
| 26.- 27. Okt. 2019 | 2    | IAU 24 h World Championships                  | Albi                 | 254,288 km        | 24:00:00   | IAU: WM 24 h; Deutscher Rekord                                     |
| 13. Okt. 2019      | 2    | Essen-Marathon                                | Essen                | Marathon          | 02:53:50   | 2. Europameisterschaften der Gehörlosen im Marathonlauf (1. Platz) |
| 1. Sep. 2019       | 14   | IAU 50 km World Championships                 | Brașov               | 50 km             | 03:26:46   | IAU: Weltmeisterschaften 50 km                                     |
| 22. Juli 2019      | 5    | European Deaf Athletics Championships         | Bochum               | 10.000 m          | 00:38:48   | 10. European Athletics Championships of the Deaf                   |
| 15.- 16. Juni 2019 | 1    | Hoyerswerda Europalauf                        | Hoyerswerda          | 251,227 km        | 24:00:00   | 10. Hoyerswerda 24 h Europalauf                                    |
| 18.- 19. Mai 2019  | 6    | Sri Chinmoy 12+24 Stunden-Lauf                | Basel                | 160,934 km        | 24:00:00   | 31. Sri Chinmoy 12+24 Stunden-Lauf; Deutscher Rekord 12 h (Split)  |
| 30. März 2019      | 2    | DM 50-km-Straßenlauf                          | Grünheide            | 50 km             | 03:30:08   | XXXIX. Int. 100-km-Lauf von Grünheide/Störitz                      |
| 6. Okt. 2018       | 1    | Taubertal 100                                 | Taubertal            | 100 mi            | 13:35:31   | von Rothenburg ob der Tauber nach Gemünden am Main                 |
| 8. Sep. 2018       | 2    | IAU 100 km World Championships                | Sveti Martin na Muri | 100 km            | 07:22:41   | IAU: WM 100 km; Weltrekord Gehörlose                               |
| 9. Juni 2018       | 1    | Hoyerswerda Europalauf                        | Hoyerswerda          | 78,927 km         | 06:00:00   | 6. Hoyerswerda 6h Europalauf, DM 2018                              |
| 8. Apr. 2018       | 1    | 50 km von Ebershausen                         | Ebershausen          | 50 km             | 03:25:39   | Deutsche Meisterschaften 50 km                                     |
| 10. März 2018      | 1    | 6-Stunden-Lauf Münster / 100 km DM            | Rheine               | 100 km            | 07:33:14   | 9. 6-Stunden-Lauf Münster, integrierte 100 km DM 2018              |
| 11. Nov. 2017      | 1    | Zeiler Waldmarathon                           | Zeil am Main         | 21,1 km           | 01:28:20   | 14. Zeiler Waldmarathon (420 hm)                                   |
| 7. Okt. 2017       | 1    | Taubertal 100                                 | Taubertal            | 100 km            | 07:44:34   | von Rothenburg ob der Tauber nach Wertheim                         |
| 29. Juli 2017      | 1    | XXIII. Sommer-Deaflympics                     | Samsun               | Marathon          | 02:51:19   | Deaflympicsrekord 20 km, HM, 30 km, Marathon                       |
| 24. Juli 2017      | 2    | XXIII. Sommer-Deaflympics                     | Samsun               | 10.000 m          | 00:37:32   |                                                                    |
| 24. Juni 2017      | 1    | DM 100-km-Straßenlauf                         | Berlin               | 100 km            | 07:35:37   | 30. Deutsche Meisterschaften 100 km Straßenlauf                    |
| 11. März 2017      | 1    | 6-Stunden-Lauf Münster                        | Münster              | 85,492 km         | 06:00:00   | 8. 6-Stunden-Lauf Münster, DM 2017; Weltrekord Frauen              |
| 11. Nov. 2016      | 2    | IAU 50 km World Championships                 | Doha                 | 50 km             | 03:25:53   | IAU: Weltmeisterschaften 50 km                                     |
| 1. Okt. 2016       | 1    | Taubertal 100                                 | Taubertal            | 50 km             | 03:27:41   | von Rothenburg ob der Tauber nach Bad Mergentheim                  |
| 20. Aug. 2016      | 1    | Leipziger 100-km-Lauf                         | Leipzig              | 100 km            | 07:29:04   | 29. Deutsche Meisterschaften 100 km Straßenlauf                    |
| 26. Juli 2016      | 2    | Marathon Stara Zagora                         | Stara Zagora         | Marathon          | 02:59:03   | Weltmeisterin Gehörlose; HM-Weltrekord Gehörlose                   |
| 2. Apr. 2016       | 1    | Self-Transcendence 6-Stunden-Lauf Nürnberg    | Nürnberg             | 82,998 km         | 06:00:00   | Deutsche Meisterschaften 6-Stunden-Lauf                            |
| 5. März 2016       | 1    | Berlin 50K                                    | Berlin               | 50 km             | 03:20:33   | Deutsche Meisterschaften 50 km                                     |
| 4. Dez. 2015       | 8    | IAU 50 km World Championships                 | Doha                 | 50 km             | 03:38:20   | IAU: Weltmeisterschaften 50 km                                     |
| 11. Okt. 2015      | 38   | Grand 10 Berlin                               | Berlin               | 10 km             | 00:39:21   | ASICS Grand 10 Berlin                                              |
| 28. Feb. 2015      | 1    | Marburger Lahntallauf                         | Marburg              | 50 km             | 03:37:23   | Deutsche Meisterschaften 50 km                                     |
| 29. März 2014      | 1    | Internationaler 50-km-Lauf Grünheide/Kienbaum | Kienbaum             | 50 km             | 03:35:50   | Deutsche Meisterschaften 50 km                                     |
| 24. Feb. 2014      | 33   | Tokio-Marathon                                | Tokio                | Marathon          | 02:51:18   | Marathon; 8. Tōkyō Marason; zweitschnellste Europäerin             |
| 29. Sep. 2013      | 15   | Berlin-Marathon                               | Berlin               | Marathon          | 02:46:07   | 40. BMW Berlin-Marathon 2013 (Gehörlosen-Weltrekord)               |
| 20. Jan. 2007      | 2    | Berlin-Brandenburgische Hallenmeisterschaft   | Berlin               | 3000 m            | 00:10:10   |                                                                    |
| 5. Aug. 2006       | 7    | Berliner City-Nacht                           | Berlin               | 10 km             | 00:36:52   | 15. Vattenfall City-Nacht                                          |
| 14. Mai 2006       | 2    | Berlin-Brandenburgische Meisterschaft         | Berlin               | 10.000 m          | 00:36:37   |                                                                    |
| 6. Aug. 2005       | 9    | Berliner City-Nacht                           | Berlin               | 10 km             | 00:36:55   | 14. Bewag City-Nacht                                               |
| 7. Mai 2005        | 1    | Berlin-Brandenburgische Meisterschaft         | Jüterbog             | 10.000 m          | 00:37:55   |                                                                    |
| 12. Jan. 2005      | 1    | XX. Sommer-Deaflympics                        | Melbourne            | 5000 m            | 00:18:05   |                                                                    |
| 6. Jan. 2005       | 3    | XX. Sommer-Deaflympics                        | Melbourne            | 10.000 m          | 00:37:53   |                                                                    |
| 1. Mai 2004        | 3    | Berlin-Brandenburgische Meisterschaft         | Berlin               | 10.000 m          | 00:37:47   |                                                                    |
| 4. Aug. 2002       | 4    | Norddeutsche Meisterschaften                  | Berlin               | 5000 m            | 00:17:51   |                                                                    |
| Juli 2001          | 2    | XIX. Sommer-Deaflympics                       | Rom                  | 800 m             | 00:02:18   |                                                                    |
| Juli 1997          | 4    | 18th World Games for the Deaf                 | Kopenhagen           | 4 × 400 m Staffel | 00:04:09.5 | Erster überregionaler Einsatz                                      |